# José Barragán Rodríguez
José Barragán Rodríguez (Fregenal de la Sierra, Badajoz, 4 de marzo de 1914-Madrid, 9 de noviembre de 2009), más conocido solo como Barragán, fue un escultor y profesor de Dibujo español formado en la Escuela Superior de Bellas Artes de San Fernando, cuya prolongada actividad artística se desarrolló principalmente en Hispanoamérica (en concreto, en Colombia y Venezuela), adonde, tras colaborar con el emeritense Juan de Ávalos en las realizaciones escultóricas de la basílica del Valle de Cuelgamuros, a instancias de «un arzobispo americano que se lo llevó a Manizales», se trasladó en 1952, lo que determinaría su práctica omisión del panorama escultórico extremeño de la segunda mitad del siglo XX, representado casi en exclusiva por autores como el cacereño Enrique Pérez Comendador o el propio Ávalos.
Datan de esta etapa por el continente americano un extenso grupo de trabajos de iconografía mayoritariamente religiosa, por regla general, de grandes proporciones, entre los que se tienen noticias de un paso de Jesús Resucitado, una talla de Teresa de Lisieux de cuatro metros, un retablo dedicado a la Virgen del Carmen para el noviciado de las carmelitas, la Conversión de San Ignacio de Loyola por encargo de la Compañía de Jesús, el tema de la Muerte de San Benito, colocado en el trascoro de la abadía de los benedictinos (todos ellos en Medellín); las trece figuras que componen el mural de piedra bogotana titulado Maná que decora la fachada de la iglesia santuario de Nuestra Señora de Fátima (inspirado en el Antiguo Testamento), el retablo mayor de madera tallada y policromada de la parroquia de San Judas Tadeo con representaciones de la Anunciación, la Santa Cena, la Crucifixión, la Resurrección, Pentecostés, San Agustín y Santa Mónica (ambos en Cali), a los que se sumarían otros más (cuyo número resulta muy difícil de cuantificar) localizados en el Departamento de Norte de Santander, Cúcuta (cerca de la frontera entre Colombia y Venezuela), Manizales, Pasto, Popayán… e incluso algunos ubicados desde un primer momento en Estados Unidos.
Tras su regreso a Madrid hacia mediados de los años 60, en 1967, 1968, 1969 y 1979, respectivamente, recibió Tercera Medalla del XXXVIII Salón de Otoño, Segunda Medalla del XXXIX Salón de Otoño, Primera Medalla del XL Salón de Otoño y Medalla Princesa Sofía del XLVII Salón de Otoño por su obra Mujer sobre zócalo, Premios Palillo de Oro (Madrid, 1969), Mateo Inurria y Excmo. Ayuntamiento de Madrid (1972), Banco de Vizcaya (Madrid, 1974) por Torso reclinado, Premio Especial de Escultura del XLIV Salón de Otoño (Madrid, 1974), etc.

La ineludible romanidad de este escultor pacense canta, clara, en su modelado riguroso; pero dentro de él se despereza una voluptuosidad más puramente mediterránea que formalmente latina (del mismo origen que la renacentista, cierto que expresada de muy distinta manera), pues el escultor de hoy se remonta instintivamente a las fuentes de la naturalidad, donde la gracia no es incompatible con el canon, ni la licencia necesaria es enemiga de la sabiduría.

A. M. Campoy. Barragán, entre la modernidad y la tradición. Folleto de mano de la exposición de Escultura y Dibujo. Galería de Arte Mayte Muñoz. Madrid, 27 de enero-10 de febrero de 1987. Centro de Promoción Reprográfica. s. p.

Entre otros cargos, desempeñó las funciones de profesor de Dibujo en el Instituto Nacional de Bachillerato Eijo y Garay de Madrid. En febrero de 1973, fue nombrado bibliotecario de la Asociación Española de Pintores y Escultores (AEPE), fundada en abril de 1910.
Respecto a las obras conservadas en su pueblo natal, el 13 de abril de 2012, la familia del artista hizo entrega al Ayuntamiento frexnense de una serie de esculturas y dibujos, junto a las que cabe destacar los bustos de Juan Bravo Murillo, instalado desde principios de los años 70 en el conocido popularmente como «Pilar Redondo» con motivo del primer centenario del fallecimiento del político y jurista el 10 de enero de 1973, y el antiguo ministro de la Vivienda José María Martínez Sánchez-Arjona.

## Biografía

### Origen y primera época (1914-1952)

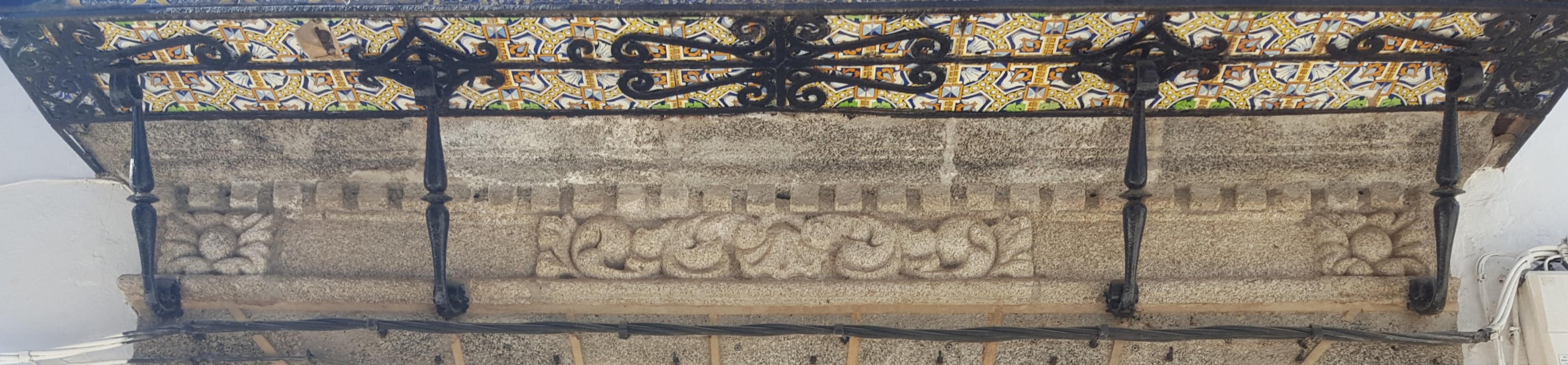
Relieve en piedra que corona la puerta de acceso a la vivienda n.º 7 de la calle "la Cárcel" de Fregenal de la Sierra (Badajoz), s/f.

De familia humilde sin antecedentes artísticos, José Barragán Rodríguez nació en Fregenal de la Sierra (Badajoz) a las 20:00 horas del 4 de marzo de 1914, más exactamente en la casa n.º 84 de la calle Arias Montano (más conocida por entonces como «calle la Ruda»), no lejos de la iglesia parroquial de Santa Catalina en la que fue bautizado el día 13 por el cura propio de la misma Domingo Gata Pérez.
|  |                                                                   |  |  |  |  |  |  |  |  |  |  |  |  |  |  |  |
|  | Julián Barragán Chamorro (ntral. Fregenal de la Sierra)           |  |  |  |  |  |  |  |  |  |  |  |  |  |  |  |
|  |                                                                   |  |  |  |  |  |  |  |  |  |  |  |  |  |  |  |
|  |                                                                   |  |  |  |  |  |  |  |  |  |  |  |  |  |  |  |
|  | Lorenzo Barragán Villa (ntral. Fregenal de la Sierra, 1874/5)     |  |  |  |  |  |  |  |  |  |  |  |  |  |  |  |
|  |                                                                   |  |  |  |  |  |  |  |  |  |  |  |  |  |  |  |
|  |                                                                   |  |  |  |  |  |  |  |  |  |  |  |  |  |  |  |
|  | Jerónima Villa Gómez (ntral. Fregenal de la Sierra)               |  |  |  |  |  |  |  |  |  |  |  |  |  |  |  |
|  |                                                                   |  |  |  |  |  |  |  |  |  |  |  |  |  |  |  |
|  |                                                                   |  |  |  |  |  |  |  |  |  |  |  |  |  |  |  |
|  | José Barragán Rodríguez                                           |  |  |  |  |  |  |  |  |  |  |  |  |  |  |  |
|  |                                                                   |  |  |  |  |  |  |  |  |  |  |  |  |  |  |  |
|  |                                                                   |  |  |  |  |  |  |  |  |  |  |  |  |  |  |  |
|  | Cayo Rodríguez Villa (ntral. Fregenal de la Sierra)               |  |  |  |  |  |  |  |  |  |  |  |  |  |  |  |
|  |                                                                   |  |  |  |  |  |  |  |  |  |  |  |  |  |  |  |
|  |                                                                   |  |  |  |  |  |  |  |  |  |  |  |  |  |  |  |
|  | Evarista Rodríguez Navarro (ntral. Fregenal de la Sierra, 1876/7) |  |  |  |  |  |  |  |  |  |  |  |  |  |  |  |
|  |                                                                   |  |  |  |  |  |  |  |  |  |  |  |  |  |  |  |
|  |                                                                   |  |  |  |  |  |  |  |  |  |  |  |  |  |  |  |
|  | Vicenta Navarro Rubio (ntral. Fregenal de la Sierra)              |  |  |  |  |  |  |  |  |  |  |  |  |  |  |  |
|  |                                                                   |  |  |  |  |  |  |  |  |  |  |  |  |  |  |  |
|  |                                                                   |  |  |  |  |  |  |  |  |  |  |  |  |  |  |  |

Habida cuenta de las notables dotes naturales que desde muy temprana edad presenta para el modelado y la práctica escultórica en general, en torno a 1927, recibe una cierta ayuda del «Ateneo» de la localidad, si bien en marzo de 1930 (con 16 años), «sin esperarse a cobrarla», se traslada a Madrid, donde gracias a su paisano el pintor Eugenio Hermoso consigue inscribirse como alumno oficial en la «Escuela Superior de Pintura, Escultura y Grabado» de la capital (1931), siendo galardonado durante los mismos con los Premios José Piquer o Molina Higueras (dotado con 250 pesetas), entre otros, a la vez que acude a dibujar al Museo de Reproducciones Artísticas, instalado por entonces en el Casón del Buen Retiro.
Se sabe también al respecto que, a comienzos de 1933, se encuentra pensionado por el Ayuntamiento de Fregenal. Es lo que se desprende de un volante del director del centro leído en la sesión ordinaria de 8 de marzo de ese año, en el que se informa de que dada la excelencia del alumno se le ha concedido en el mes de enero el Premio de la Institución Madrigal en la clase de Dibujo de Estatuas, dotado con 250 pesetas, por lo que lo considera merecedor del «auxilio que [se] le presta».
Ese mismo año, participa en el XIII Salón de Otoño de Madrid con una obra considerada por el político y periodista Antonio de Lezama como «muy del gusto actual».
En el pleno celebrado con fecha 26 de junio de 1935, se detallan las notas conseguidas por el joven estudiante, entre las que sobresalen dos matrículas de honor en las asignaturas de Teoría de las Bellas Artes y Modelado del Natural y de Estatuas, además de un diploma en la de Dibujo del Natural en Movimiento.
A la vista de tales resultados, el 13 de julio del año siguiente, previo informe del alcalde Victoriano Cordero González, quien durante su reciente visita a la corte ha podido comprobar de primera mano que las privaciones que, a su juicio, soporta el incipiente artista «contribu[yen] a que no pueda desenvolver debidamente sus excepcionales aptitudes para la escultura, y menos en el porvenir, que ha de necesitar valerse de modelos que no podría pagar», se acuerda por unanimidad incrementar la dotación de la ayuda en 500 pesetas, así como que por parte de la Presidencia se gestione la concesión de una beca para que pueda ampliar su formación en el extranjero.
Terminada la Guerra Civil, concluye sus estudios superiores (interrumpidos durante la contienda), realizando lo que él mismo califica como «trabajos de prácticas» en la sección de Talla de Escultura de los prestigiosos Talleres de Arte Granda de Madrid, de los que pasa a la «Fundación Generalísimo Franco» de Alcalá de Henares, más tarde, en la que, según declaraciones del artista al escritor extremeño Juan Pedro Vera Camacho, ejecuta un total de cuatro imágenes para la congregación de monjas agustinas del convento de Talavera de la Reina y algunos retablos.
En mayo de 1940, remite al Ayuntamiento frexnense un nuevo escrito acerca de su «comportamiento como pensionado», acompañado, como viene siendo habitual, del boletín de notas obtenidas en los últimos exámenes a fin de que la «Corporación pueda apreciar que quiere corresponder al sacrificio que para ella supone la pensión que [se le viene concediendo]».
Se cierra el expediente con una última instancia de mediados de 1941 en la que a la vez que solicita una subvención de 2500 pesetas para su ansiada continuación de estudios en Madrid, o bien en Roma, comunica entre otros asuntos que ha ganado mediante oposición el Premio de Escultura de la Fundación Aníbal Álvarez.
En cuanto a las obras realizadas a lo largo de esta etapa formativa conservadas en su pueblo natal, se conocen distintos escudos de armas y otros varios elementos de carácter ornamental repartidos por diversas viviendas de la población, así como una curiosa figura zoomorfa (piedra, 53 x 110 x 73 cm, aprox.) concebida a requerimiento del tallista y escultor local Enrique Granero como parte de las obras expuestas a raíz del cuarto centenario del nacimiento del ya citado humanista extremeño Benito Arias Montano en 1927 y conservada hoy en la plaza de abastos de la localidad, construida entre los años 1914 y 1915 en el interior de su castillo.

## Obras de José Barragán donadas al Ayuntamiento de Fregenal de la Sierra

### Escultura
| - La despedida. Cemento patinado, 34 x 40 cm. - La diosa. Cemento patinado, 40 x 29 cm. - La espera. Cemento patinado, 48 x 25 cm. | - Los primeros fríos. Cemento patinado, 46 x 35 cm. - Semilla de gigantes. Cemento patinado, 53 x 22 cm. |

### Dibujo
| - Sin título (boceto). Firmado «José Barragán» [rubricado] en ángulo inferior derecho. - Sin título (boceto). Firmado «José Barragán» [rubricado] en ángulo inferior derecho. | - Sin título (boceto). Firmado «José Barragán» [rubricado] en ángulo inferior derecho. - Sin título (boceto). Firmado «José Barragán» [rubricado] en ángulo inferior derecho. |

## Otras (por orden alfabético)
| - Aguadora. Madera, 61 x 26 x 14 cm. - Alegoría. Cemento patinado, 25 x 32 x 15 cm. - Amigas. Cemento patinado, 42 x 26 x 19 cm. - Amistad. Cemento patinado, 36 x 23 x 20 cm. - Atardecer. 43 x 20 x 5 cm. - Bañista. Madera, 52 x 20 x 26 cm. - Busto de José María Martínez Sánchez-Arjona. Madera. Ayuntamiento de Fregenal de la Sierra (Badajoz). - Busto de Juan Bravo Murillo, sin firma ni fecha. Bronce, 75 cm de altura (+ 225 de pedestal), aprox. - Cansancio. 41 x 30 x 5 cm. - Cansancio. Tinta sobre papel. Reproducida en Pérez Reviriego, Miguel (1979). Versos por la calle. Fregenal de la Sierra (Badajoz): Imp. Ángel Verde. ISBN 978-8430008438. Ilustración interior. - Conciencia. Madera, 64 x 17 x 20 cm. - Confesión. Cemento patinado, 50 x 19 x 16 cm. - Consuelo. Cemento patinado, 33 x 34 x 22 cm. - Danzantes. Cemento patinado, 40 x 23 x 17 cm. - Delicadeza. 37 x 15 x 20 cm. - Descanso. Cemento patinado, 32 x 39 x 13 cm. - Deseo. Barro cocido, 13 x 32 x 15 cm. - El abrazo. Cemento patinado, 23 x 13 x 18 cm. - Frustración. Cemento patinado, 22 x 24 x 27 cm. - Guerrero. Cemento patinado, 33 x 21 x 14 cm. - Hermanas. 42 x 27 x 6 cm. | - Humildad. Cemento patinado, 42 x 24 x 23 cm. - Indiferencia. Cemento patinado, 33 x 22 x 24 cm. - Joven. Cemento patinado, 39 x 27 x 19 cm. - Madre. Cemento patinado, 39 x 19 x 20 cm. - Maternidad. Cemento patinado, 40 x 18 x 28 cm. - Mimos. Barro cocido, 27 x 16 x 25 cm. - Mujer. Cemento patinado, 49 x 21 x 21 cm. - Mujer con niño. Cemento patinado, 30 x 20 x 20 cm. - Mujer sentada. Cemento patinado, 40 x 22 x 30 cm. - Novia. Cemento patinado, 41 x 24 x 21 cm. - Paciencia. Madera, 45 x 18 x 26 cm. - Pensamiento. 43 x 31 x 5 cm. - Preciosa. Madera, 54 x 29 x 60 cm. - Protesta. 31 x 42 x 9 cm. - Reflexión. Madera, 56 x 20 x 37 cm. - Sacerdotisa. Cemento patinado, 42 x 19 x 25 cm. - Santa Mónica. Madera, 53 x 20 x 7 cm. - Timidez. 43 x 31 x 5 cm. - Torso. Cemento patinado, 39 x 18 x 15 cm. - Tranquilidad. Cemento patinado, 34 x 28 x 22 cm. - Venus. Cemento patinado, 48 x 21 x 20 cm. - Vestal. Cemento patinado, 48 x 17 x 13 cm. - Vida. Barro cocido, 34 x 27 x 24 cm. |

## Exposiciones

### Colectivas
- «Minicuadros-Miniesculturas». Galería Círculo 2. Madrid, inaugurada el 12 de abril de 1977.
- «Exposición Extraordinaria Centenario del Círculo de Bellas Artes». Madrid, inaugurada el 12 de noviembre de 1980.
- «Madrid Visto por sus Pintores». 1982.
- «Premio Francisco Alcántara». Círculo de Bellas Artes. Madrid, 1982.
- «XLIII Exposición Nacional de Artes Plásticas». Valdepeñas, 8-26 de septiembre de 1982.
- Muestra colectiva de la agrupación «Artistas Ponte Veccio». Club de Arte Ponte Veccio. Madrid, inaugurada el 9 de marzo de 1983.
- Exposición de artistas pertenecientes a la Asociación Española de Pintores y Escultores. Fundación Sotomayor. Madrid, febrero-2 de marzo de 1984.
- «Homenaje a Córdoba». Sala de exposiciones del Monte de Piedad y Caja de Ahorros de Córdoba. Madrid, 1986.
- «Homenaje a Granada con Federico al Fondo». Sala de exposiciones de la Caja General de Ahorros y Monte de Piedad de Granada. Madrid, 1986.
- «Arte Contemporáneo y Figura Humana». Museo de Arte Contemporáneo de Fregenal de la Sierra (MACF), inaugurada el 4 de agosto de 2023.[29]

### Individuales
- «José Barragán: Exposición de Escultura y Dibujo». Galería de Arte Mayte Muñoz. Madrid, 27 de enero-10 de febrero de 1987. Texto introductorio de A. M. Campoy.[30]

## Premios y reconocimientos (selección)
- Tercera Medalla del XXXVIII Salón de Otoño. Madrid, 1967.
- Segunda Medalla del XXXIX Salón de Otoño. Madrid, 1968.
- Primera Medalla del XL Salón de Otoño. Madrid, 1969.
- Premio Palillo de Oro. Madrid, 1969.
- Premio Excmo. Ayuntamiento de Madrid, 1972.
- Medalla de Escultura Mateo Inurria de la Asociación Española de Pintores y Escultores. Madrid, 1972.
- Premio Excmo. Ayuntamiento de Madrid (Fiestas de San Isidro), 1973.
- Premio Banco de Vizcaya por Torso reclinado. Madrid, 1974.
- Premio Especial de Escultura del XLIV Salón de Otoño. Madrid, 1974.
- Medalla como seleccionado para el Gran Premio de Escultura del Círculo de Bellas Artes. Madrid, 1976.
- Medalla Princesa Sofía del XLVII Salón de Otoño por Mujer sobre zócalo. Madrid, 1979. Compusieron el jurado el entonces director del Museo Español de Arte Contemporáneo, Joaquín de la Puente (presidente), el escultor e imaginero Juan Luis Vassallo, el crítico de Arte Antonio Cobos, Isabel Cajide e Isidoro Herranz.
- Medalla de Plata como miembro del jurado calificador de la IV Bienal Internacional de las Artes Plásticas. Pontevedra, agosto de 1980.

### Otras distinciones
- El 27 de octubre de 2014, el Ayuntamiento de Fregenal de la Sierra acordó por unanimidad dedicar otras tantas calles ubicadas en la «Urbanización de la Cruz Roja» a los artistas Manuel Parralo,[31] Joaquín Parra y José Barragán, así como, en general, al colectivo de alfareros locales,[32] si bien cabe precisar que dicho acuerdo solo se ha llevado a efecto hasta el momento en los dos primeros casos.

### Hemerografía
- Carrero Martínez, Sandra (14 ago. 2023). «El MACF abre las puertas a la exposición "Arte Contemporáneo y Figura Humana"». Hoy (Fregenal de la Sierra). Edición digital.
- Lezama, Antonio de (22 nov. 1933). «El XIII Salón de Otoño». La Libertad (Madrid) (4268): 7.
- Márquez Martínez, Juan Ignacio (4 abr. 2012). «Entrega de figuras del escultor frexnense José Barragán al pueblo de Fregenal». Hoy (Fregenal de la Sierra). Edición digital.
- Márquez Martínez, Juan Ignacio (29 oct. 2014). «Manuel Parralo, Joaquín Parra, José Barragán y "Alfareros de Fregenal" tendrán una calle tras el acuerdo plenaria de IU y PP». Hoy (Fregenal de la Sierra). Edición digital.
- Prados de la Plaza, Francisco (nov. 1972). «Exposiciones en Madrid». Bellas Artes. Crónicas (Madrid: Dirección General de Bellas Artes y Archivos) (18): 55. ISSN 0210-0495.
- REDACCIÓN (3 oct. 1967). «Inauguración del XXXVIII Salón de Otoño». ABC. Vida cultural (Madrid): 75.
- REDACCIÓN (13 dic. 1968). «Medallas del XXXIX Salón de Otoño». ABC. Vida cultural (Madrid): 69.
- REDACCIÓN (18 nov. 1969). «Premios del XL Salón de Otoño». ABC. Vida cultural (Madrid): 53.
- REDACCIÓN (25 feb. 1973). «Nueva Junta Directiva». ABC. Asociación Española de Pintores y Escultores (Madrid): 57.
- REDACCIÓN (nov. 1974). «Salón de Otoño: Homenaje al Marqués de Lozoya». Bellas Artes. Noticiario nacional (Madrid: Dirección General de Bellas Artes y Archivos) (37): 67. ISSN 0210-0495.
- REDACCIÓN (26 dic. 1979). «El escultor José Barragán, Medalla Princesa Sofía por "Mujer sobre zócalo"». ABC. Vida cultural (Madrid): 25.
- REDACCIÓΝ (26 dic. 1979). «El escultor José Barragán». El País. Cultura (Madrid). Edición digital.
- REDACCIÓN (abr. 2012). «Programa oficial 2012». Fiestas Patronales en honor de Ntra. Sra. Santa María de los Remedios (Fregenal de la Sierra: Asociación y Patronato de Ntra. Sra. Santa María de los Remedios). Edición digital.
- Vera Camacho, Juan Pedro (oct.-dic. 1975). «Entrevista con José Barragan escultor extremeño». Alcántara. Revista del Seminario de Estudios Cacereños (Diputación Provincial de Cáceres: Institución Cultural "El Brocense") (181): 53-54. ISSN 0210-9859.